# Ereklasse korfbal 2022-2023
De Ereklasse 2022-2023 is de hoogste competitie voor het Nederlandse veldkorfbal. Deze competitie wordt gespeeld via 2 poules, genaamd Ereklasse A en Ereklasse B. In elke poule zitten 6 teams. Elk team speelt 10 wedstrijden in het totale seizoen. Uit beide poules degradeert de onderste club direct. De bovenste 2 teams uit elke poule gaan door naar de kruisfinales. In die kruisfinales speelt de nummer 1 van Ereklasse A tegen de nummer 2 van Ereklasse B en de nummer 1 uit Ereklasse B speelt tegen de nummer 2 van de Ereklasse A. Deze kruisfinales zijn 1 wedstrijd en de beide winnaar spelen de landelijke veldfinale.

## Teams
| Club                    | Ereklasse Poule | Plaats                 | Coach                              |
| ----------------------- | --------------- | ---------------------- | ---------------------------------- |
| AKC Blauw-Wit           | A               | Amsterdam              | Mark van der Laan & Erik van Brenk |
| TOP (A)                 | B               | Arnemuiden             | Leon van Belzen & Edwin Coppoolse  |
| DOS'46                  | A               | Nijeveen               | Henk Jan Mulder & Friso Boode      |
| DVO/Transus             | B               | Bennekom               | Richard van Vloten                 |
| Fortuna/Delta Logistiek | A               | Delft                  | Ard Korporaal & Damien Folkerts    |
| LDODK/Rinsma Modeplein  | A               | Gorredijk              | Gerald Aukes                       |
| PKC/Vertom              | B               | Papendrecht            | Wim Scholtmeijer & Jennifer Tromp  |
| TOP/IAA Fresh           | A               | Sassenheim             | Aad van Rijthoven                  |
| KCC/CK Kozijnen         | B               | Capelle aan den IJssel | Robin Diepenhorst & Wilrik Wassink |
| KZ/Thermo4U             | B               | Koog aan den Zaan      | Tim Bakker                         |
| Oost-Arnhem             | B               | Arnhem                 | Henco Pullen                       |
| DSC                     | A               | Eindhoven              | Tjeerd Kooiman                     |

## Seizoen
Ereklasse A
| pos | club                    | gs | w | g | v | pnt | dv  | dt  | dt  |
| --- | ----------------------- | -- | - | - | - | --- | --- | --- | --- |
| 1.  | Fortuna/Delta Logistiek | 10 | 9 | 0 | 1 | 18  | 181 | 140 | +41 |
| 2.  | LDODK/Rinsma Modeplein  | 10 | 8 | 0 | 2 | 16  | 199 | 160 | +39 |
| 3.  | DOS'46                  | 10 | 5 | 0 | 5 | 10  | 167 | 145 | +22 |
| 4.  | AKC Blauw-Wit           | 10 | 4 | 0 | 6 | 8   | 174 | 165 | +9  |
| 5.  | DSC                     | 10 | 3 | 1 | 6 | 7   | 152 | 167 | -15 |
| 6.  | TOP/IAA Fresh           | 10 | 0 | 1 | 9 | 1   | 127 | 223 | -96 |

Ereklasse B
| pos | club            | gs | w | g | v | pnt | dv  | dt  | dt  |
| --- | --------------- | -- | - | - | - | --- | --- | --- | --- |
| 1.  | PKC/Vertom      | 10 | 9 | 1 | 0 | 19  | 208 | 130 | +78 |
| 2.  | DVO/Transus     | 10 | 7 | 1 | 2 | 15  | 183 | 129 | +54 |
| 3.  | KZ/Thermo4U     | 10 | 6 | 0 | 4 | 12  | 160 | 138 | +22 |
| 4.  | KCC/CK Kozijnen | 10 | 4 | 0 | 6 | 8   | 154 | 169 | -15 |
| 5.  | TOP (A)         | 10 | 1 | 1 | 8 | 3   | 104 | 185 | -81 |
| 6.  | Oost-Arnhem     | 10 | 1 | 1 | 8 | 3   | 135 | 193 | -58 |

## Play-offs en Finale
|  | Halve finale | Halve finale | Halve finale |    |     | Finale  | Finale | Finale |
|  |              |              |              |    |     |         |        |        |
|  | A1           | Fortuna      | 21           |    |     |         |        |        |
|  | B2           | DVO          | 18           |    |     |         |        |        |
|  | B2           | DVO          | 18           |    | A1  | Fortuna | 13     |        |
|  |              |              |              |    | A1  | Fortuna | 13     |        |
|  |              | B1           | PKC          | 18 |     |         |        |        |
|  | B1           | B1           | PKC          | 18 | PKC | 17      |        |        |
|  | B1           |              |              |    | PKC | 17      |        |        |
|  | A2           | LDODK        | 15           |    |     |         |        |        |

| Veld Kampioen van Nederland 2023 |
| -------------------------------- |
| PKC 18e veldtitel                |

## Degradatie & Promotie
De onderste ploeg uit Ereklasse A en de onderste ploeg uit Ereklasse B degraderen direct. Uit de Hoofdklasse promoveren dan 2 teams, die dan verdeeld worden over de Ereklasse poules.
Aan het eind van seizoen 2022-2023 degraderen TOP (S) en Oost-Arnhem.